# Erwann Binet

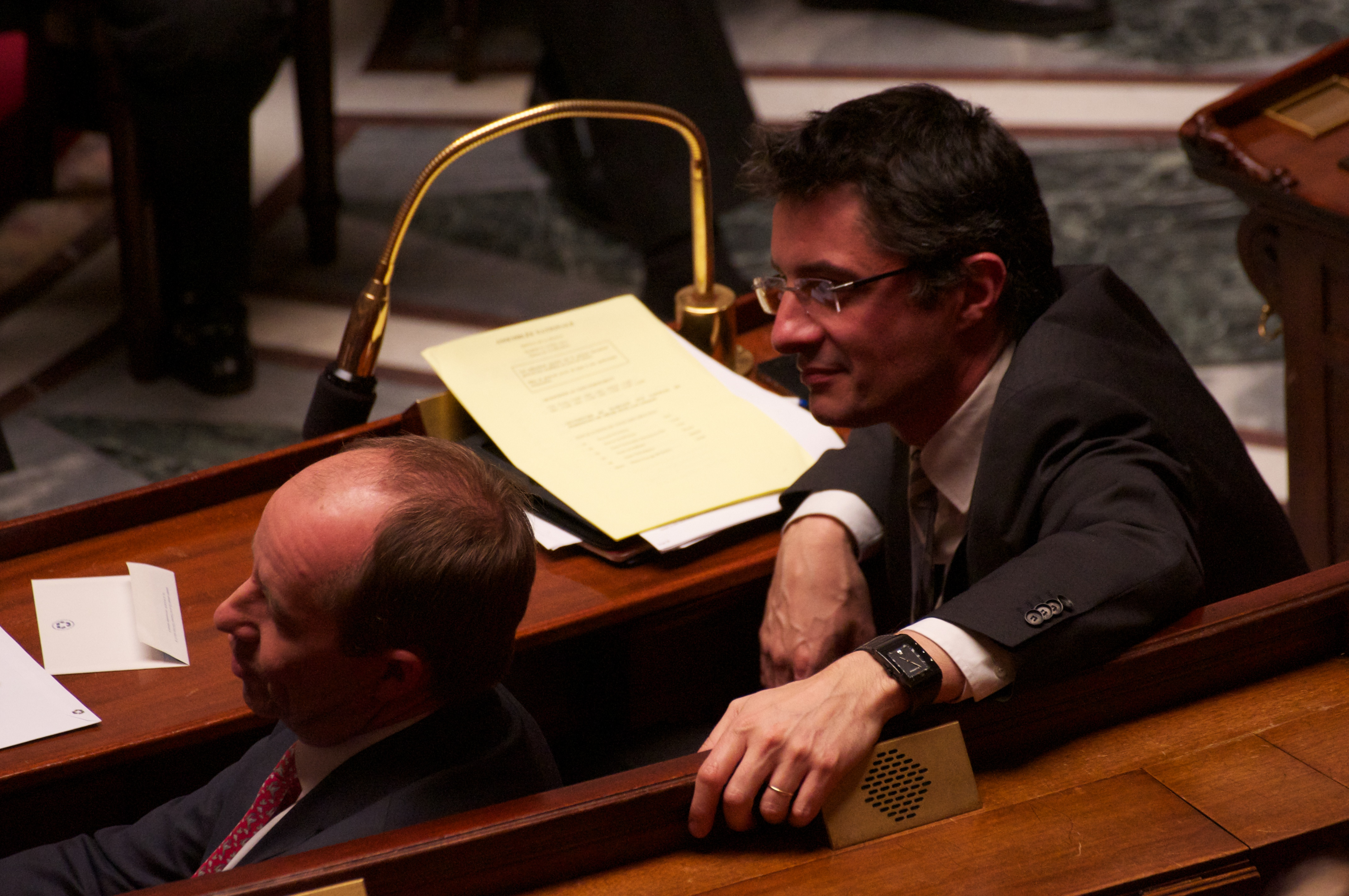
Erwann Binet (rechts)

Erwann Binet (* 30. Juli 1972 in Brest) ist ein französischer Politiker. Er ist seit 2012 Abgeordneter der Nationalversammlung.
Binet studierte Jura und arbeitete nach Abschluss des Studiums in Vienne. 1997 wurde er parlamentarischer Assistent von Louis Mermaz, dem langjährigen Bürgermeister der Stadt Vienne. Ab 2002 war er als stellvertretender Generaldirektor des Magazins La lettre du Cadre Territorial tätig. Dem folgte von 2004 an ein Posten in der Verwaltung der Gemeinde Mions im Großraum Lyon. Im Jahr 2008 wurde er zum ersten Sekretär der Parti socialiste im Département Isère. Bei den Parlamentswahlen 2012 trat er für diese im achten Wahlkreis des Départements an und wurde in die Nationalversammlung gewählt.